# Kawabeia
Kawabeia là một chi bướm đêm thuộc phân họ Tortricinae của họ Tortricidae.

## Các loài
- Kawabeia fuscofasciata Park & Byun, 1991
- Kawabeia ignavana (Christoph, 1881)
- Kawabeia nigricolor Yasuda & Kawabe, 1980
- Kawabeia paraignavana Park & Byun, 1991
- Kawabeia razowskii (Kawabe, 1963)